# Новиков, Лев Владимирович
Лев Владимирович Новиков (21 ноября 1925, Новоивановка, Близнюковский район — 4 мая 2014, Киев) — советский и украинский архитектор.

## Биография
Родился 21 ноября 1925 года в селе Новоивановка (Близнюковский район). Ушёл на войну в 1942 году, в возрасте 17 лет. Закончил в звании лейтенанта. Участвовал в боевых действиях на Ленинградском и Прибалтийском фронтах в качестве командира взвода 196-й тяжёлой гаубичной артиллерийской бригады 28-й артиллерийской дивизии прорыва. Кавалер орденов Красной Звезды, Отечественной войны II степени, награждён медалями. После войны также награждён орденом Богдана Хмельницкого II степени.
В 1951 году окончил Киевский художественный институт и до 1968 года работал в институте «Киевпроект». С 1968 по 1986 год — референт-архитектор Управления делами Совета Министров УССР. В 1986—1991 годах — главный архитектор проектного института «Гипрохиммаш». С 1991 по 1998 год — заместитель председателя архитектурной фирмы «Милосердие».
Участвовал в реставрации памятника архитектуры XVIII века — Мариинского дворца в Киеве. Разработал паспорта покраски интерьеров, фасадов, мебели. Контролировал осуществление работ в натуре. Лауреат Государственной премии УССР имени Т. Г. Шевченко (за 1985 год; совместно с шестью коллегами за реставрацию Мариинского дворца).
Умер 4 мая 2014 года в Киеве.